# Film School
Film School is een Amerikaanse indierock- en shoegazeband uit San Francisco, Californië.

## Geschiedenis
De band werd in 1998 opgericht door leadsinger Greg Bertens (alias Krayg Burton). In het begin bestond de band slechts uit Bertens, die afwisselend werkte met leden van de bands  Fuck en Pavement. In 2001 verscheen het debuutalbum Brilliant Career. Later dat jaar werden Jason Ruck (toetsen), Nyles Lannon (gitaar), Justin Labo (basgitaar) en Ben Montesano (drums) definitief lid van de band.
In 2003 bracht Film School de EP Alwaysnever uit op het door Scott Kannberg van Pavement opgerichte Amazing Grease Records. Donny Newenhouse verving vervolgens Montesano. In 2006 kwam het album Film School uit op Beggars Banquet. De band verzorgde in die periode ook de muziek bij een reclamecampagne voor Windows Vista.
In 2007 kwam het derde album Hideout eveneens uit bij Beggars Banquet. Inmiddels hadden weer enige wisselingen van de wacht plaatsgevonden: Lorelei Plotczyk-Meetze verving Justin Labo op bas, Dave Dupuis kwam in de plaats van Nyles Lannon op gitaar en James Smith volgde Donny Newenhouse op als drummer.
Het vierde album, Fission, leidde in 2010 tot verdeelde reacties door het experimenteren met andere stijlen. 
Na een laatste optreden op 24 februari 2011 werd het stil rond Film School. Op 5 september 2014 gaf de band ter gelegenheid van de veertigste verjaardag van Newenhouse nog een eenmalig reünieconcert in de samenstelling ten tijde van het album Film School, maar vanaf 2016 werd de band weer actief.

## Discografie

### Albums
- 2001 - Brilliant Career
- 2006 - Film School
- 2007 - Hideout
- 2010 - Fission
- 2018 - Bright To Death
- 2021 - We Weren't Here
- 2023 - Field

### Ep's
- 2003 - Alwaysnever
- 2016 - June

### Singles
- 2004 - "Harmed"
- 2005 - "On & On"
- 2006 - "11:11"
- 2007 - "Dear Me"
- 2010 - "When I'm Yours"
- 2017 - "Bye Bye Bird"
- 2018 - "Crushin'"
- 2018 - "Go Low"
- 2019 - "Influencer"
- 2019 - "Go (But Not Too Far)"
- 2020 - "Swim"
- 2023 - "Tape Rewind"